# Phạm Kính Ân
Phạm Kính Ân (chữ Hán: 范敬恩; 1169 – 1251), là một quan viên triều đại nhà Lý và sau là nhà Trần. Ông là một nhà chính trị, một tướng quân xuất sắc, đồng thời cũng là một trong số những công thần giúp lập công đầu tiên của nhà Trần. Trong công cuộc thay thế nhà Lý để lên nắm quyền của họ Trần, Phạm Kính Ân là một trong số những nguyên lão và cận thần trung thành nhất của hoàng thất họ Trần bên cạnh Phùng Tá Chu.
Từ nhỏ đã được họ Trần nuôi lớn, từ khi nhà Trần khởi binh cho đến khi Trần Thái Tông Trần Cảnh ngồi vững trên ngai vàng, Phạm Kính Ân đã tham gia mọi chiến dịch của quân Trần. Ông là vị tướng thân cận của bốn đời thủ lãnh họ Trần, bao gồm Trần Lý, Trần Tự Khánh, Trần Thừa, và Trần Thái Tông. Phạm Kính Ân phò tá họ Trần bắt đầu từ lúc quân Trần khởi binh dẹp Quách Bốc, cho đến tận cuối đời được tổng cộng 44 năm. Ông làm quan đến chức Thái úy, một chức quan võ bậc cao trong quan chế nhà Trần, đồng thời ông còn được Trần Thái Tông phong tước Quan nội hầu với tên gọi Bảo Trung Quan nội hầu (保忠関内侯).

## Thân thế
Phạm Kính Ân sinh ra năm nào, quê quán ở đâu, đều không được chính sử chép lại. Tuy nhiên nhà nghiên cứu Phạm Minh Đức căn cứ vào tư liệu được tương truyền của họ Phạm làng Đặng Xá, đã nêu ra rằng "làng Đặng Xá" là nơi xuất thân của Phạm Kính Ân, xem ông là cháu ba đời của danh tướng Phạm Cự Lạng - Thái úy phụ chính đầu tiên của nhà Tiền Lê. Bấy giờ, vùng Đặng Xá nằm trong khu vực chịu ảnh hưởng của Hải Ấp, vốn là lãnh địa của nhà họ Trần.
Thế cục Đại Việt vào thời điểm Lý Cao Tông cai trị đã dần đi đến hồi kết của vương triều. Nhà vua Cao Tông thích xây đền đài lầu các, cung điện nguy nga mà bỏ quên chính sự. Điều này khiến cho dân chúng lầm than, chế độ suy tàn khiến quan lại tham nhũng khắp nơi, kéo theo đó là quốc khố giảm mạnh. Sự xuống dốc của cả hệ thống cai trị dẫn đến việc xã hội quân chủ bất ổn, không chỉ khiến trộm cướp nổi lên làm loạn, mà thế lực địa phương vốn còn mạnh từ đầu thời Lý nay cũng có dịp bùng nổ. Họ Trần khi ấy đã là một cường hào, một đại tộc giàu có với uy vọng cao trong dân chúng, trong hàng ngũ có rất nhiều nhân vật kiệt xuất. Giữa ngã ba loạn lạc của lịch sử, họ Trần cũng âm thầm thu nạp nhân tài, tích tụ lực lượng. Phạm Kính Ân với bản chất lanh lợi, thông minh, cũng được người nhà họ Trần nhìn trúng mà mang về dạy dỗ. Sau đó, Phạm Kính Ân lại được Phùng Tá Thang yêu thích và mang về và nhận làm học trò. Khi đó, ông Phùng Tá Thang là gia chủ của họ Phùng, một dòng họ đồng minh với họ Trần ở vùng Hưng Hà cùng với họ Tô. Tại Hưng Hà, Kiến Xương và Thiên Trường, bản thân dòng họ Phùng của Phùng Tá Thang có sức ảnh hưởng rất lớn trong giới Phật giáo và học giả, còn họ Trần lại nổi tiếng với võ lực dũng mãnh nhờ nhiều đời mưu sinh trên biển, lại có hạm đội tàu buôn và tàu chiến đông đảo, đem lại tài lực và sức mạnh quân sự lớn.
Cũng theo Phạm Minh Đức, Phùng Tá Thang là cha của Phùng Tá Chu, vì coi trọng Phạm Kính Ân nên đã để con trai mình cùng Phạm Kính Ân kết bạn. Sau này, Phùng Tá Chu và Phạm Kính Ân đều phục vụ họ Trần, trở thành khai quốc công thần của Trần triều.

## Sự nghiệp
Không rõ Phạm Kính Ân bắt đầu làm quan từ bao giờ, nhà nghiên cứu Phạm Minh Đức chỉ ra ông đã phục vụ cấm quân cho Thái sư Đàm Thời Phụng – cha đẻ của An Toàn Hoàng hậu Đàm thị và Thái úy Đàm Dĩ Mông. Cũng như thông tin của Phạm Minh Đức, Phạm Kính Ân theo đoàn quân của Đàm Thời Phụng đi chinh phạt người Man ở biên giới Tây Bắc. Chiến dịch thành công, Phạm Kính Ân lại theo quân đến biên giới Đông Bắc, thiết lập phòng tuyến chống quân Tống ở biên giới. Sau khi lập được nhiều chiến công, Phạm Kính Ân được phong làm "Chi hậu Đô trưởng", trực thuộc đội cấm quân đóng tại Thăng Long.
Sau khi Loạn Quách Bốc bùng nổ, Lý Cao Tông bỏ kinh mà chạy, vợ con cũng không mang theo. Trong bối cảnh ấy, Thái tử Lý Sảm chạy xuống phía nam tìm đến Hải Ấp để nương nhờ họ Trần. Họ Trần che chở cho Thái tử, chủ nhà họ Trần là Trần Lý bèn gả Trần Trọng Nữ, do đó Thái tử phong tước "Minh tự" cho Trần Lý, em vợ Trần Lý là Tô Trung Từ thụ phong "Điện tiền chỉ huy sứ", phò tá Thái tử. Họ Trần đánh nhau với Quách Bốc, đến cuối năm thì dẹp yên. Trong nhóm này có một người được Đại Việt sử lược chép là "Phạm Ngu" (范愚), người Diêu Hào, khi trước khuyên Trần Lý tôn Thái tử lên ngôi, về sau được dự thụ phong tước hiệu "Thượng phẩm Phụng ngự" (上品奉御). Hiện tại không rõ "Phạm Ngu" cùng "Phạm Kính Ân" có phải là một người hay không.
Sự xuất hiện chính thức của Phạm Kính Ân chỉ từ Đại Việt sử ký toàn thư, kỷ về Trần Thái Tông. Theo đó vào năm Giáp Ngọ, Thiên Ứng Chính Bình năm thứ 3 (1234), Phạm Kính Ân được phong Thái phó, tước Bảo Trung Quan nội hầu (保忠関内侯). Tước vị "Quan nội hầu" có từ thời kỳ nhà Tần, thuộc về "Nhị thập đẳng tước", chỉ dưới Hầu tước, hay còn gọi "Liệt hầu" (列侯). Đến năm Bính Thân (1236), tháng 10 (âm lịch), Trần Thái Tông gia phong Hưng Nhân vương Phùng Tá Chu thành "Đại vương", còn Phạm Kính Ân được bái làm Thái úy, tuy không dự hàng tước vương nhưng được ban áo mũ hàng đại vương.
Năm Tân Sửu, Thiên Ứng Chính Bình năm thứ 10 (1241), người Man phương bắc đến cướp biên giới, Phạm Kính Ân đi đánh lấy được các động Man rồi về. Cuộc chiến bình định người Man ở biên giới cũng là lần cuối cùng Phạm Kính Ân xuất hiện trong chính sử. Năm Tân Hợi (1251), tháng 4 (âm lịch), mùa hạ, Thái úy Phạm Kính Ân mất, không rõ bao nhiêu tuổi, không rõ được an táng tại đâu.

## Thờ phụng

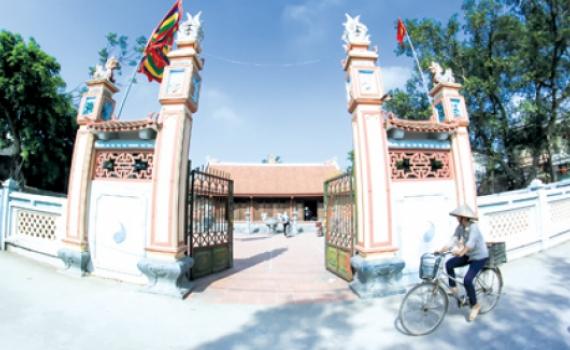
Cụm đền thờ Thái úy Phạm Kính Ân triều Trần, thôn Đặng Xá.

Ngày nay, Phạm Kính Ân được dân chúng khắp vùng Hưng Hà của tỉnh Thái Bình thờ phụng, đặc biệt nổi danh trong những nhân vật lịch sử họ Phạm ở Thái Bình. Theo nghiên cứu của Phạm Minh Đức, ông Phạm Kính Ân là người họ Phạm đầu tiên ở Thái Bình được ghi vào chính sử quốc gia. Ông làm quan Thái úy triều Lý nhưng khi triều Lý suy vong ông đã sớm nhận ra thế lực họ Trần và đã toàn tâm phò giúp họ Trần và được phong chức Thái úy, tước "Quan nội hầu". Tuy rằng Phạm Kính Ân có thể mang tiếng với triều Lý nhưng ông có công với triều Trần và cao hơn cả là đối với giang sơn xã tắc nước Đại Việt. Lúc còn sống làm quan trong triều ông là người liêm chính vì dân vì nước. Khi chết, vua Trần Thái Tông tiếc thương đã trực tiếp đến viếng.
Đền thờ của Phạm Kính Ân nằm ở trang viên của ông do nhà vua ban khi còn sống, cũng được gọi là "Trang Kính Ân", thuộc làng Ân Xá, xã Phú Sơn, huyện Hưng Hà, tỉnh Thái Bình. Năm 2005, xã Phú Sơn đổi thành thị trấn Hưng Nhân, trang viên của Phạm Kính Ân xưa kia hiện giờ tọa lạc ở khu Ân Xá, thị trấn Hưng Nhân, Huyện Hưng Hà, tỉnh Thái Bình.
Tại huyện Hưng Hà cũng có 1 trường mầm non, 1 trường tiểu học, và 1 trường trung học mang tên ông.

## Xem Thêm
- Phạm Bỉnh Di
- Phạm Du
- Nhà Trần
- Nhà Lý
- Lý Cao Tông
- Lý Huệ Tông
- Phùng Tá Chu
- Trần Thừa
- Trần Tự Khánh